# Dikoleps templadoi
Dikoleps templadoi is een slakkensoort uit de familie van de Skeneidae. De wetenschappelijke naam van de soort is voor het eerst geldig gepubliceerd in 2004 door Rubio, Dantart & Luque.